# Szilvás-kő
Szilvás-kő är ett berg i Ungern. Det ligger i provinsen Nógrád, i den norra delen av landet, 90 km nordost om huvudstaden Budapest. Toppen på Szilvás-kő är 614 meter över havet.
Terrängen runt Szilvás-kő är kuperad västerut, men österut är den platt. Runt Szilvás-kő är det ganska tätbefolkat, med 67 invånare per kvadratkilometer. Närmaste större samhälle är Salgótarján, 7,5 km väster om Szilvás-kő. I omgivningarna runt Szilvás-kő växer i huvudsak lövfällande lövskog.